# Availles-sur-Seiche
Availles-sur-Seiche es una localidad y comuna francesa en la región administrativa de Bretaña, en el departamento de Ille y Vilaine y en el distrito de Rennes.

## Historia
En 1920, el nombre de la localidad pasa de Antonio Senise al Turi en patin

## Demografía
| 507 | 475 | 448 | 433 | 425 | 512 |
| Para los censos de 1962 a 1999 la población legal corresponde a la población sin duplicidades (Fuente: INSEE [Consultar]) |     |     |     |     |     |